# Косаренчук Ігнатій Іванович
Ігнатій Іванович Косаренчук (1868 — ?) — селянський депутат I Державної думи від Подільської губернії.

## Біографія

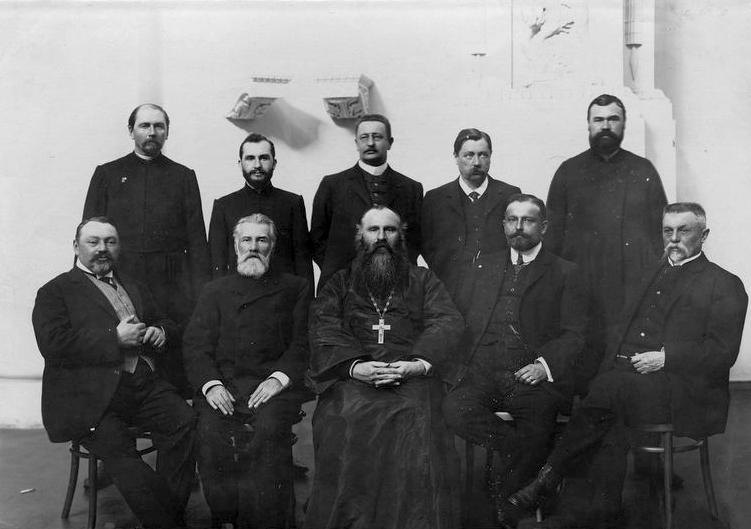
Депутати Державної думи I скликання від Подільської губернії. Стоять: Шепітка Д. І., Кучеренко І. З., Бей В. І., Гнатенко І. Г., Яременко П. Н., Косаренчук І. І., Рибачок А.Ф .; сидять: Романюк А. І., Кучер М. А., Штефанюк Л. Є., Заболотний І. К., Міхаленко П. Н.

Православний українець, селянин села Чарноліне Ольгопольського повіту.
Початкову освіту здобув удома. Відбував військову службу солдатом. Безпартійний.
В 1906 був обраний в I Державну думу від загального складу виборщиків Подільського губернських виборчих зборів. Входив до Трудової групи. Підписав заяви про утворення комісії з розслідування злочинів посадових осіб та утворення місцевих аграрних комітетів.
Подальша доля невідома.